# Gustav Düben
Gustav Düben (né en 1628 à Stockholm, mort le 19 décembre 1690 à Stockholm), est un organiste et compositeur suédois. 

## Biographie
Gustav Düben est le fils d'Andreas Düben, un allemand de la région de Leipzig et un élève de Sweelinck. Il effectue ses études en Allemagne, dans les années 1640. Il entre à la chapelle royale en 1647 et en 1663, il succède à son père en tant que maître de chapelle de l'orchestre royal de Suède et comme organiste de l'église allemande Sainte-Gertrude de Stockholm.

### Collection
Entretenant des relations suivies avec les plus éminents musiciens d'Europe du nord, dont Dietrich Buxtehude, Gustav Düben laisse environ 2 300 copies musicales (partitions ou tablatures), collection complétée jusqu'en 1726 par l'un de ses fils, Anders von Düben (1673–1738). Cette collection Düben, aujourd'hui conservée à la bibliothèque d'Uppsala, est l'une des sources les plus riches de la musique de la fin du XVIIe siècle et du début du XVIIIe siècle.
La collection (Dübensamlingen) comporte 34 œuvres attribuées à Düben. L'origine des pièces est suédoise, allemande, ainsi que de Pologne et des Pays baltes ; mais également un répertoire international de musique française, italienne et anglaise. 
Entre autres citons : l'intégralité des œuvres connues (39 vocales et 8 instrumentales) de Kaspar Förster (de) (1616–1673) ; Giuseppe Peranda (1626–1675) ; Johann Melchior Gletle (1626–1683) ; Sisto Reina (c.1623–1664) ; Johann Wilhelm Furchheim dont presque toutes les œuvres ont disparu. L'un des plus précieux cahiers est l’exemplaire unique en tablatures des Membra Jesu nostri, dédicacé à Düben par Buxtehude et qui est recopié en notation italienne par Düben.

## Discographie
- Trésors d'Uppsala - Ens. Les Cornets Noirs, dir. Wolf Matthias Friedrich (11-14 janvier 2011, Raumklang) (OCLC 883711852)